# Tosende (Baltar)
Tosende (llamada oficialmente San Lourenzo de Tosende) es una parroquia y un lugar español del municipio de Baltar, en la provincia de Orense, Galicia.

## Toponimia
La parroquia también es conocida por el nombre de San Lorenzo de Tosende.

## Organización territorial
La parroquia está formada por dos entidades de población:
- Meaus (As Maus)
- Tosende

## Demografía

### Parroquia
| Gráfica de evolución demográfica de Tosende (parroquia) entre 2000 y 2021 |
|                                                                           |
| Datos según el nomenclátor publicado por el INE.                          |

### Lugar
| Gráfica de evolución demográfica de Tosende (lugar) entre 2000 y 2021 |
|                                                                       |
| Datos según el nomenclátor publicado por el INE.                      |

## Patrimonio
La iglesia parroquial es del siglo XVIII. A su alrededor hay nichos, reubicados luego de unas obras en 2011.
Hay un peto de ánimas de 1853, al lado de la carretera O-311. Está estructurado en dos cuerpos y asentado sobre dos bancadas. El cuerpo inferior tiene forma de pedestal con plinto y un toro en el zócalo, cornisa en gola y con inscripción del año y expensas de quien se hizo. El cuerpo superior está rodeado por un bocel y tiene fornela de medio punto. La cornisa reposa sobre un arquitrabe intermedio, resaltando los volúmenes. En la corona hay el pedestal de una cruz.
El lugar de Meaus perteneció al Coto Mixto hasta 1864. En él hay una capilla.